# Mirandol-Bourgnounac
Mirandol-Bourgnounac (en occitan Borionac de Mirandòl) est une commune française située dans le département du Tarn, en région Occitanie. Sur le plan historique et culturel, la commune est dans le Ségala, un territoire s'étendant sur les départements du Tarn et de l'Aveyron, constitué de longs plateaux schisteux, morcelés d'étroites vallées.
Exposée à un climat océanique altéré, elle est drainée par le Viaur, le Lézert, le ruisseau de Bézans, le ruisseau de Candour, le ruisseau de l'Herm et par divers autres petits cours d'eau. La commune possède un patrimoine naturel remarquable : un site Natura 2000 (Les « vallées du Tarn, de l'Aveyron, du Viaur, de l'Agout et du Gijou ») et deux zones naturelles d'intérêt écologique, faunistique et floristique.
Mirandol-Bourgnounac est une commune rurale qui compte 1 031 habitants en 2022, après avoir connu un pic de population de 2 594 habitants en 1866. Ses habitants sont appelés les Mirandolais ou  Mirandolaises.

## Géographie

### Localisation
La commune de Mirandol-Bourgnounac est limitrophe du département de l'Aveyron, et se situe à 22 km au nord d'Albi et à 26 km au sud-est de Villefranche-de-Rouergue.

### Communes limitrophes
Les communes limitrophes sont  Almayrac, Castelmary, Crespin, Jouqueviel, La Salvetat-Peyralès, Montirat, Pampelonne, Sainte-Gemme et Trévien.
| Jouqueviel | La Salvetat-Peyralès (Aveyron) | Castelmary (Aveyron)     |
| Montirat   | Mirandol-Bourgnounac           | Crespin (Aveyron)        |
| Trévien    | Almayrac                       | Pampelonne, Sainte-Gemme |

### Voies de communication et transports
La ligne 701 du réseau régional liO assure la desserte de la commune, en la reliant à Albi.

### Hydrographie

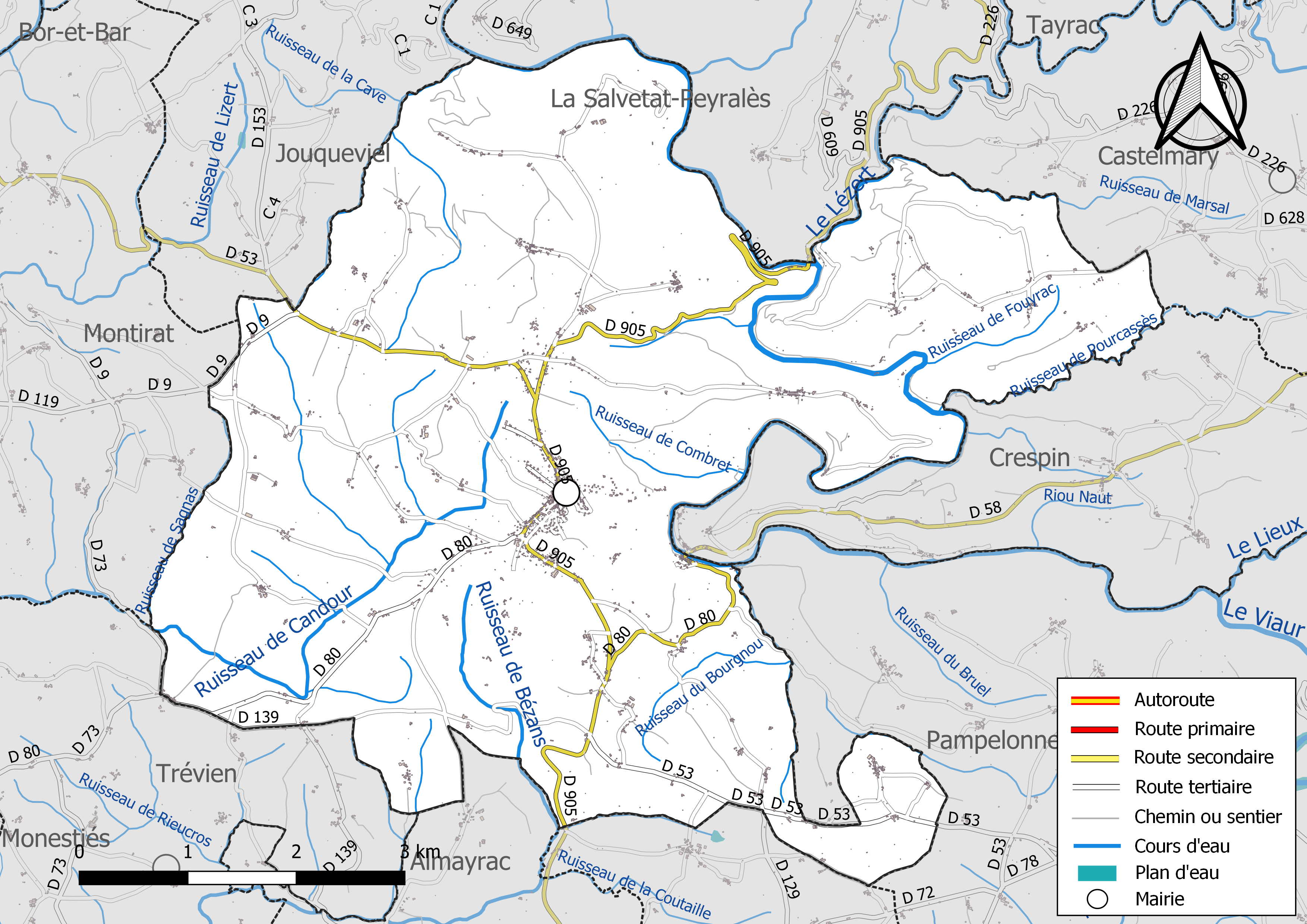
Réseaux hydrographique et routier de Mirandol-Bourgnounac.

La commune est dans le bassin de la Garonne, au sein du bassin hydrographique Adour-Garonne. Elle est drainée par le Viaur, le Lézert, le ruisseau de Bézans, le ruisseau de Candour, le ruisseau de l'Herm, le ruisseau de Combret, le ruisseau de Fouyrac, le ruisseau de Lauzentou, le ruisseau de Liaumiès, le ruisseau de Marsal, le ruisseau de Pourcassès, le ruisseau de Sagnas, le ruisseau du Bourgnou et par divers petits cours d'eau, qui constituent un réseau hydrographique de 39 km de longueur totale,.
Le Viaur, d'une longueur totale de 168 km, prend sa source dans la commune de Vézins-de-Lévézou et s'écoule d'est en ouest. Il traverse la commune et se jette dans l'Aveyron à Laguépie, après avoir traversé 30 communes.
Le Lézert, d'une longueur totale de 16,5 km, prend sa source dans la commune de Teillet et s'écoule du nord-est au sud-ouest. Il se jette dans le Dadou à Terre-de-Bancalié.
Le ruisseau de Bézans, d'une longueur totale de 11,1 km, prend sa source dans la commune et s'écoule vers le sud puis se réoriente vers le sud-ouest. Il traverse la commune et se jette dans le Céret à Trévien, après avoir traversé 4 communes.
Le ruisseau de Candour, d'une longueur totale de 19,1 km, prend sa source dans la commune et s'écoule d'est en ouest. Il traverse la commune et se jette dans le Viaur à Saint-André-de-Najac, après avoir traversé 9 communes.

### Climat
Pour des articles plus généraux, voir Climat de l'Occitanie et Climat du Tarn.
En 2010, le climat de la commune est de type climat océanique altéré, selon une étude du Centre national de la recherche scientifique s'appuyant sur une série de données couvrant la période 1971-2000. En 2020, Météo-France publie une typologie des climats de la France métropolitaine dans laquelle la commune est toujours exposée à un climat océanique altéré et est dans la région climatique Sud-est du Massif Central, caractérisée par une pluviométrie annuelle de 1 000 à 1 500 mm, minimale en été, maximale en automne.
Pour la période 1971-2000, la température annuelle moyenne est de 11,8 °C, avec une amplitude thermique annuelle de 15,5 °C. Le cumul annuel moyen de précipitations est de 947 mm, avec 11,1 jours de précipitations en janvier et 6,3 jours en juillet. Pour la période 1991-2020, la température moyenne annuelle observée sur la station météorologique de Météo-France la plus proche, « Tanus », sur la commune de Tanus à 13 km à vol d'oiseau, est de 12,1 °C et le cumul annuel moyen de précipitations est de 866,6 mm. 
La température maximale relevée sur cette station est de 38,9 °C, atteinte le 23 août 2023 ; la température minimale est de −12,7 °C, atteinte le 9 février 2012,,.
Les paramètres climatiques de la commune ont été estimés pour le milieu du siècle (2041-2070) selon différents scénarios d'émission de gaz à effet de serre à partir des nouvelles projections climatiques de référence DRIAS-2020. Ils sont consultables sur un site dédié publié par Météo-France en novembre 2022.

### Milieux naturels et biodiversité

#### Réseau Natura 2000

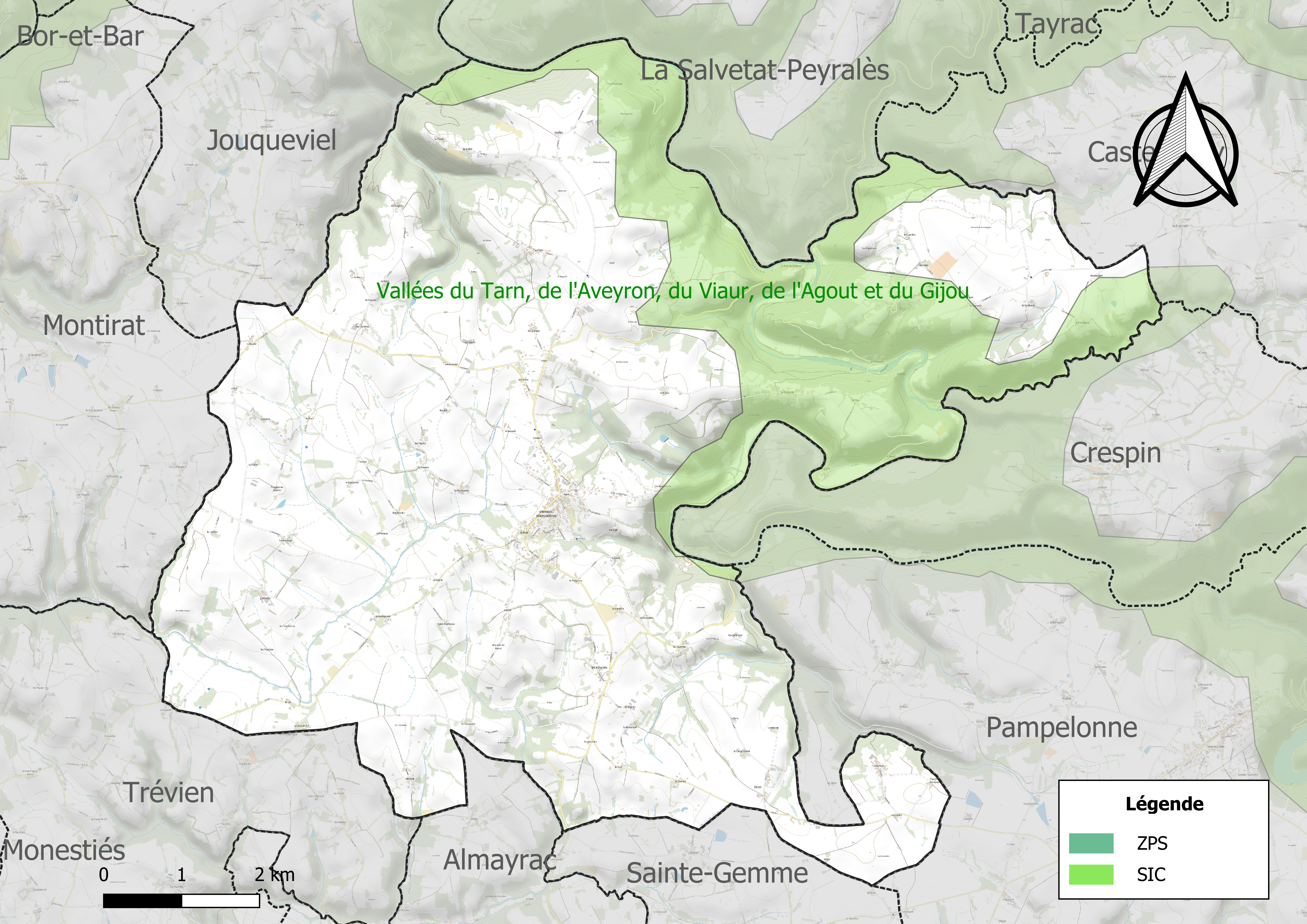
Site Natura 2000 sur le territoire communal.

Le réseau Natura 2000 est un réseau écologique européen de sites naturels d'intérêt écologique élaboré à partir des directives habitats et oiseaux, constitué de zones spéciales de conservation (ZSC) et de zones de protection spéciale (ZPS).
Un site Natura 2000 a été défini sur la commune au titre de la directive habitats : Les « vallées du Tarn, de l'Aveyron, du Viaur, de l'Agout et du Gijou », d'une superficie de 17 144 ha, s'étendant sur 136 communes dont 41 dans l'Aveyron, 8 en Haute-Garonne, 50 dans le Tarn et 37 dans le Tarn-et-Garonne. Elles présentent une très grande diversité d'habitats et d'espèces dans ce vaste réseau de cours d'eau et de gorges. La présence de la Loutre d'Europe et de la moule perlière d'eau douce est également d'un intérêt majeur.

#### Zones naturelles d'intérêt écologique, faunistique et floristique
L’inventaire des zones naturelles d'intérêt écologique, faunistique et floristique (ZNIEFF) a pour objectif de réaliser une couverture des zones les plus intéressantes sur le plan écologique, essentiellement dans la perspective d’améliorer la connaissance du patrimoine naturel national et de fournir aux différents décideurs un outil d’aide à la prise en compte de l’environnement dans l’aménagement du territoire.
Une ZNIEFF de type 1 est recensée sur la commune :
la « rivière du Viaur » (698 ha), couvrant 18 communes dont 14 dans l'Aveyron et quatre dans le Tarn et une ZNIEFF de type 2, : 
la « vallée du Viaur et ses affluents » (27 587 ha), couvrant 56 communes dont 45 dans l'Aveyron, dix dans le Tarn et une dans le Tarn-et-Garonne.

Carte des ZNIEFF de type 1 et 2 à Mirandol-Bourgnounac.
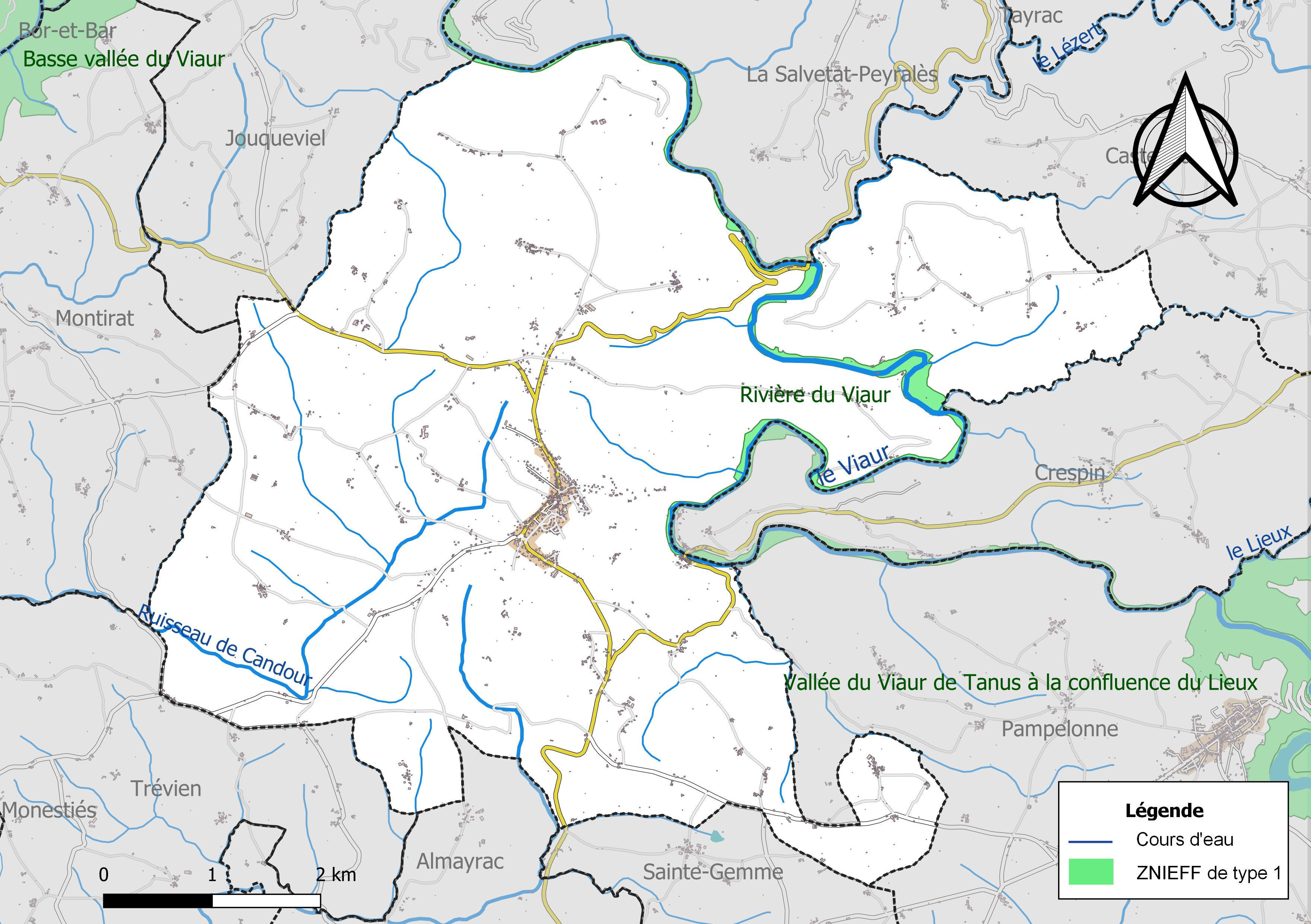
Carte de la ZNIEFF de type 1 sur la commune.
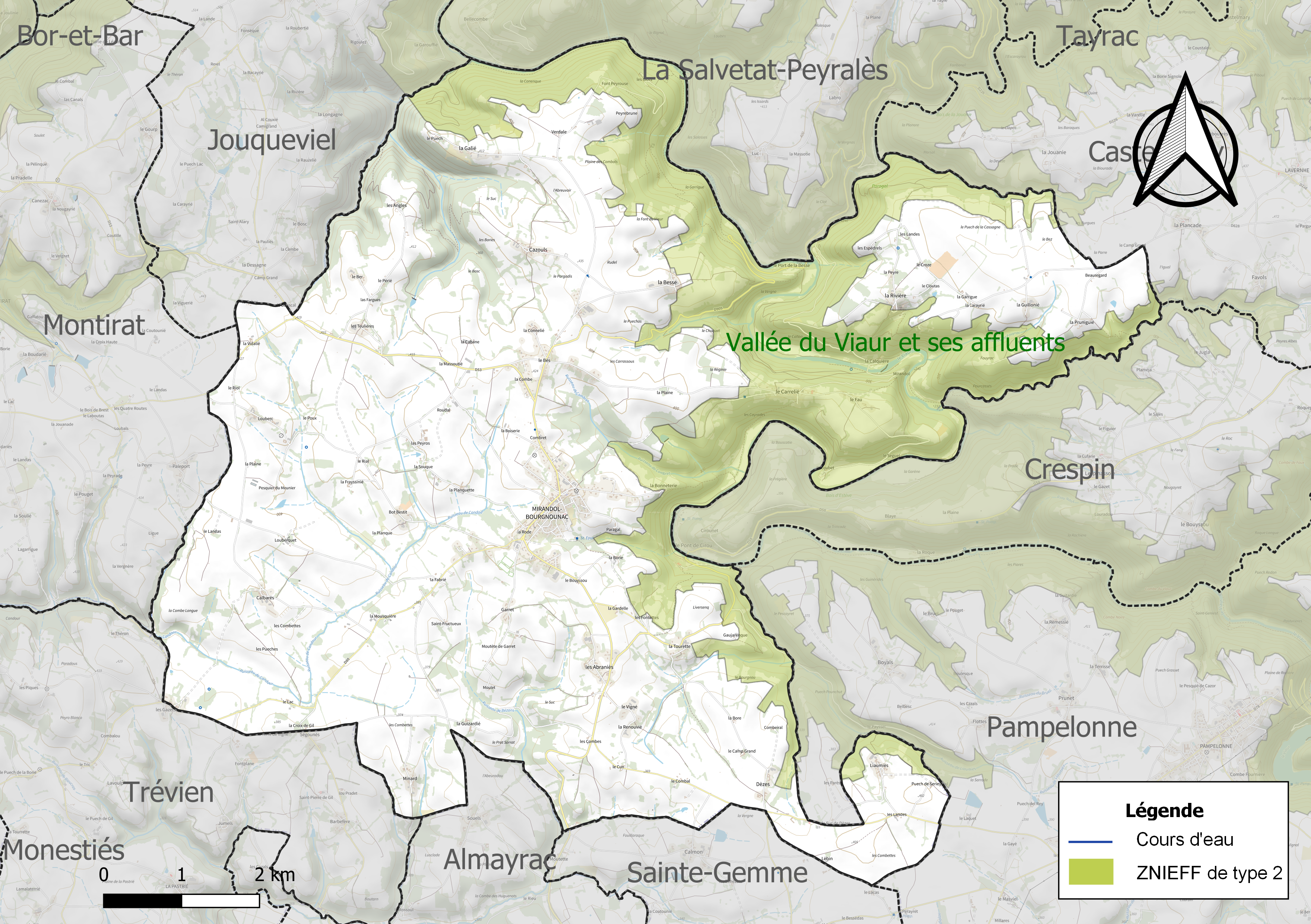
Carte de la ZNIEFF de type 2 sur la commune.

## Urbanisme

### Typologie
Au 1er janvier 2024, Mirandol-Bourgnounac est catégorisée commune rurale à habitat dispersé, selon la nouvelle grille communale de densité à sept niveaux définie par l'Insee en 2022.
Elle est située hors unité urbaine et hors attraction des villes,.

### Occupation des sols
L'occupation des sols de la commune, telle qu'elle ressort de la base de données européenne d’occupation biophysique des sols Corine Land Cover (CLC), est marquée par l'importance des territoires agricoles (74,9 % en 2018), une proportion sensiblement équivalente à celle de 1990 (74,7 %). La répartition détaillée en 2018 est la suivante : 
terres arables (32,4 %), zones agricoles hétérogènes (24,7 %), forêts (24,3 %), prairies (17,8 %), zones urbanisées (0,8 %). L'évolution de l’occupation des sols de la commune et de ses infrastructures peut être observée sur les différentes représentations cartographiques du territoire : la carte de Cassini (XVIIIe siècle), la carte d'état-major (1820-1866) et les cartes ou photos aériennes de l'IGN pour la période actuelle (1950 à aujourd'hui).

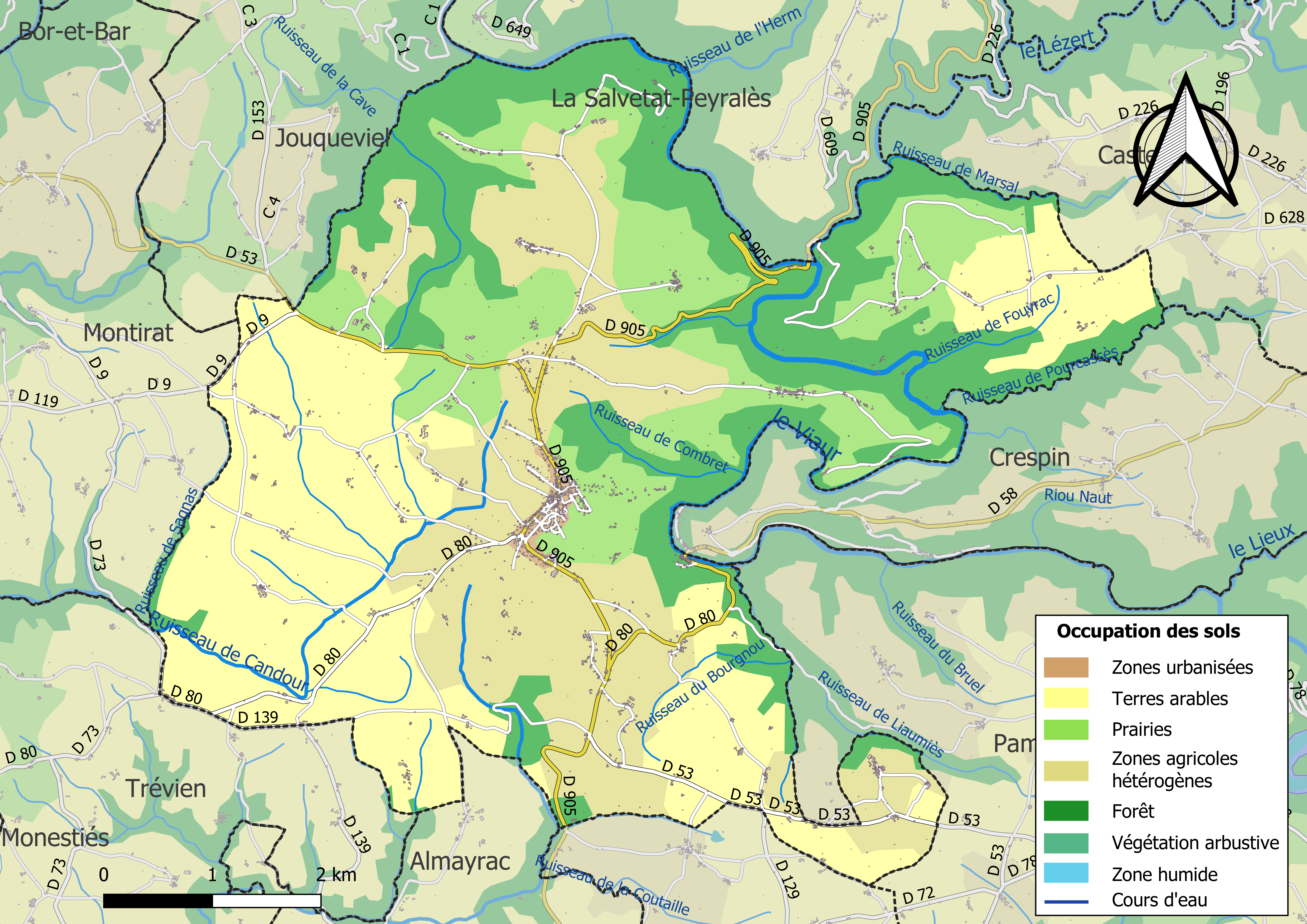
Carte des infrastructures et de l'occupation des sols de la commune en 2018 (CLC).

### Risques majeurs
Le territoire de la commune de Mirandol-Bourgnounac est vulnérable à différents aléas naturels : météorologiques (tempête, orage, neige, grand froid, canicule ou sécheresse), inondations, mouvements de terrains et séisme (sismicité très faible). Il est également exposé à deux risques technologiques, le transport de matières dangereuses et la rupture d'un barrage, et à un risque particulier : le risque de radon. Un site publié par le BRGM permet d'évaluer simplement et rapidement les risques d'un bien localisé soit par son adresse soit par le numéro de sa parcelle.

#### Risques naturels
Certaines parties du territoire communal sont susceptibles d’être affectées par le risque d’inondation par débordement de cours d'eau, notamment le Viaur, le Lézert, le ruisseau de Candour et le ruisseau de Bézans. La cartographie des zones inondables en ex-Midi-Pyrénées réalisée dans le cadre du XIe Contrat de plan État-région, visant à informer les citoyens et les décideurs sur le risque d’inondation, est accessible sur le site de la DREAL Occitanie. La commune a été reconnue en état de catastrophe naturelle au titre des dommages causés par les inondations et coulées de boue survenues en 1982, 1994, 1996, 2003 et 2021,.
Mirandol-Bourgnounac est exposée au risque de feu de forêt. En 2022, il n'existe pas de Plan de Prévention des Risques incendie de forêt (PPRif). Le débroussaillement aux abords des maisons constitue l’une des meilleures protections pour les particuliers contre le feu,.

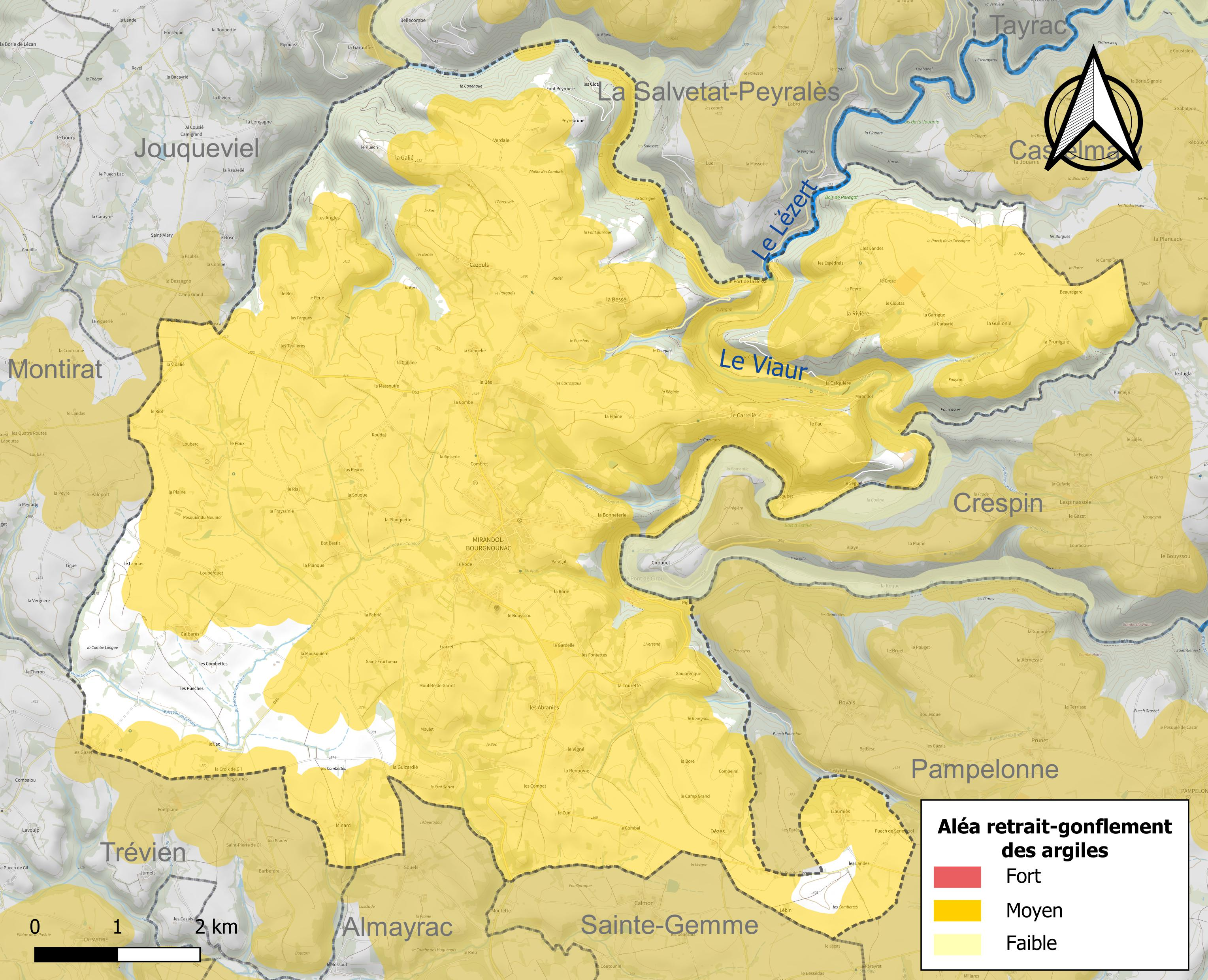
Carte des zones d'aléa retrait-gonflement des sols argileux de Mirandol-Bourgnounac.

La commune est vulnérable au risque de mouvements de terrains constitué principalement du retrait-gonflement des sols argileux. Cet aléa est susceptible d'engendrer des dommages importants aux bâtiments en cas d’alternance de périodes de sécheresse et de pluie. 82,2 % de la superficie communale est en aléa moyen ou fort (76,3 % au niveau départemental et 48,5 % au niveau national). Sur les 699 bâtiments dénombrés sur la commune en 2019, 686 sont en aléa moyen ou fort, soit 98 %, à comparer aux 90 % au niveau départemental et 54 % au niveau national. Une cartographie de l'exposition du territoire national au retrait gonflement des sols argileux est disponible sur le site du BRGM,.
Par ailleurs, afin de mieux appréhender le risque d’affaissement de terrain, l'inventaire national des cavités souterraines permet de localiser celles situées sur la commune.

#### Risques technologiques
Le risque de transport de matières dangereuses sur la commune est lié à sa traversée par des infrastructures routières ou ferroviaires importantes ou la présence d'une canalisation de transport d'hydrocarbures. Un accident se produisant sur de telles infrastructures est susceptible d’avoir des effets graves sur les biens, les personnes ou l'environnement, selon la nature du matériau transporté. Des dispositions d’urbanisme peuvent être préconisées en conséquence.
La commune est en outre située en aval d'un barrage de classe A. À ce titre elle est susceptible d’être touchée par l’onde de submersion consécutive à la rupture de cet ouvrage.

#### Risque particulier
Dans plusieurs parties du territoire national, le radon, accumulé dans certains logements ou autres locaux, peut constituer une source significative d’exposition de la population aux rayonnements ionisants. Certaines communes du département sont concernées par le risque radon à un niveau plus ou moins élevé. Selon la classification de 2018, la commune de Mirandol-Bourgnounac est classée en zone 2, à savoir zone à potentiel radon faible mais sur lesquelles des facteurs géologiques particuliers peuvent faciliter le transfert du radon vers les bâtiments.

## Histoire
Le village de Mirandol-Bourgnounac est né du regroupement de Mirandol, à l'emplacement de l'ancien château, et de Bourgnounac, actuel centre de la commune, sur le plateau.

### Héraldique
| Mirandol-Bourgnounac | Son blasonnement est : De gueules au chef-bande d'or. |

## Politique et administration

### Liste des maires
| Période                                  | Période   | Identité        | Étiquette | Qualité |
| ---------------------------------------- | --------- | --------------- | --------- | ------- |
| mars 1977                                | mars 2001 | François Martin |           |         |
| mars 2001                                | mai 2020  | Robert Assié    | PS        | Employé |
| mai 2020                                 | En cours  | Sonia Munoz     | PCF       |         |
| Les données manquantes sont à compléter. |           |                 |           |         |

### Politique locale
Le 7 juillet 2023, le parquet d'Albi ouvre une enquête à la suite d'une plainte de la mairie de Mirandol-Bourgnounac, à la suite de soupçons de détournement de fonds publics.

## Démographie
| 1793  | 1800  | 1806  | 1821  | 1831  | 1836  | 1841  | 1846  | 1851  |
| ----- | ----- | ----- | ----- | ----- | ----- | ----- | ----- | ----- |
| 1 666 | 1 608 | 1 582 | 1 825 | 1 973 | 2 059 | 2 213 | 2 235 | 2 570 |

| 1856  | 1861  | 1866  | 1872  | 1876  | 1881  | 1886  | 1891  | 1896  |
| ----- | ----- | ----- | ----- | ----- | ----- | ----- | ----- | ----- |
| 2 570 | 2 520 | 2 594 | 2 440 | 2 525 | 2 451 | 2 512 | 2 270 | 1 995 |

| 1901  | 1906  | 1911  | 1921  | 1926  | 1931  | 1936  | 1946  | 1954  |
| ----- | ----- | ----- | ----- | ----- | ----- | ----- | ----- | ----- |
| 1 906 | 1 901 | 1 756 | 1 552 | 1 488 | 1 463 | 1 452 | 1 288 | 1 219 |

| 1962  | 1968  | 1975  | 1982  | 1990  | 1999  | 2004  | 2006  | 2009  |
| ----- | ----- | ----- | ----- | ----- | ----- | ----- | ----- | ----- |
| 1 135 | 1 033 | 1 091 | 1 095 | 1 110 | 1 081 | 1 069 | 1 060 | 1 077 |

| 2014  | 2019  | 2022  | - | - | - | - | - | - |
| ----- | ----- | ----- | - | - | - | - | - | - |
| 1 042 | 1 046 | 1 031 | - | - | - | - | - | - |

## Économie

### Revenus
En 2018, la commune compte 493 ménages fiscaux, regroupant 1 034 personnes. La médiane du revenu disponible par unité de consommation est de 20 080 € (20 400 € dans le département).

### Emploi
|                | 2008  | 2013  | 2018  |
| -------------- | ----- | ----- | ----- |
| Commune        | 5,2 % | 7,7 % | 7,9 % |
| Département    | 8,2 % | 9,9 % | 10 %  |
| France entière | 8,3 % | 10 %  | 10 %  |

En 2018, la population âgée de 15 à 64 ans s'élève à 566 personnes, parmi lesquelles on compte 65,8 % d'actifs (57,9 % ayant un emploi et 7,9 % de chômeurs) et 34,2 % d'inactifs,. Depuis 2008, le taux de chômage communal (au sens du recensement) des 15-64 ans est inférieur à celui de la France et du département.
La commune est hors attraction des villes,. Elle compte 210 emplois en 2018, contre 232 en 2013 et 250 en 2008. Le nombre d'actifs ayant un emploi résidant dans la commune est de 337, soit un indicateur de concentration d'emploi de 62,5 % et un taux d'activité parmi les 15 ans ou plus de 42,1 %.
Sur ces 337 actifs de 15 ans ou plus ayant un emploi, 116 travaillent dans la commune, soit 34 % des habitants. Pour se rendre au travail, 83,1 % des habitants utilisent un véhicule personnel ou de fonction à quatre roues, 2,1 % les transports en commun, 6,2 % s'y rendent en deux-roues, à vélo ou à pied et 8,6 % n'ont pas besoin de transport (travail au domicile).

### Activités hors agriculture

#### Secteurs d'activités
83 établissements sont implantés  à Mirandol-Bourgnounac au 31 décembre 2019. Le tableau ci-dessous en détaille le nombre par secteur d'activité et compare les ratios avec ceux du département,.
| Secteur d'activité                                                                                        | Commune | Commune | Département |
| Secteur d'activité                                                                                        | Nombre  | %       | %           |
| --- | ------- | ------- | ----------- |
| Ensemble                                                                                                  | 83      | 100 %   | (100 %)     |
| Industrie manufacturière, industries extractives et autres                                                | 9       | 10,8 %  | (13 %)      |
| Construction                                                                                              | 15      | 18,1 %  | (12,5 %)    |
| Commerce de gros et de détail, transports, hébergement et restauration                                    | 24      | 28,9 %  | (26,7 %)    |
| Information et communication                                                                              | 2       | 2,4 %   | (2,1 %)     |
| Activités financières et d'assurance                                                                      | 2       | 2,4 %   | (3,3 %)     |
| Activités immobilières                                                                                    | 4       | 4,8 %   | (4,2 %)     |
| Activités spécialisées, scientifiques et techniques et activités de services administratifs et de soutien | 4       | 4,8 %   | (13,8 %)    |
| Administration publique, enseignement, santé humaine et action sociale                                    | 17      | 20,5 %  | (15,5 %)    |
| Autres activités de services                                                                              | 6       | 7,2 %   | (9 %)       |

Le secteur du commerce de gros et de détail, des transports, de l'hébergement et de la restauration est prépondérant sur la commune puisqu'il représente 28,9 % du nombre total d'établissements de la commune (24 sur les 83 entreprises implantées  à Mirandol-Bourgnounac), contre 26,7 % au niveau départemental.

#### Entreprises et commerces
Les deux entreprises ayant leur siège social sur le territoire communal qui génèrent le plus de chiffre d'affaires en 2020 sont : 
- Caste, fabrication d'aliments pour animaux de ferme (17 809 k€)
- Financiere Caste Rossignol, activités des sociétés holding (530 k€)

### Agriculture
La commune est dans le Segala, une petite région agricole située dans le nord-est du département du Tarn. C’est la relative pauvreté du sol de cette région où ne poussait jadis que le seigle qui a donné son nom à cette aire géographique. Situé en moyenne altitude, le Ségala s’étend sur des territoires vallonnés et riches en schiste. En 2020, l'orientation technico-économique de l'agriculture  sur la commune est la polyculture et/ou le polyélevage.
|               | 1988  | 2000  | 2010  | 2020  |
| ------------- | ----- | ----- | ----- | ----- |
| Exploitations | 120   | 68    | 58    | 40    |
| SAU (ha)      | 2 299 | 2 074 | 2 098 | 1 757 |

Le nombre d'exploitations agricoles en activité et ayant leur siège dans la commune est passé de 120 lors du recensement agricole de 1988  à 68 en 2000 puis à 58 en 2010 et enfin à 40 en 2020, soit une baisse de 67 % en 32 ans. Le même mouvement est observé à l'échelle du département qui a perdu pendant cette période 58 % de ses exploitations,. La surface agricole utilisée sur la commune a également diminué, passant de 2 299 ha en 1988 à 1 757 ha en 2020. Parallèlement la surface agricole utilisée moyenne par exploitation a augmenté, passant de 19 à 44 ha.

## Culture locale et patrimoine

### Lieux et monuments

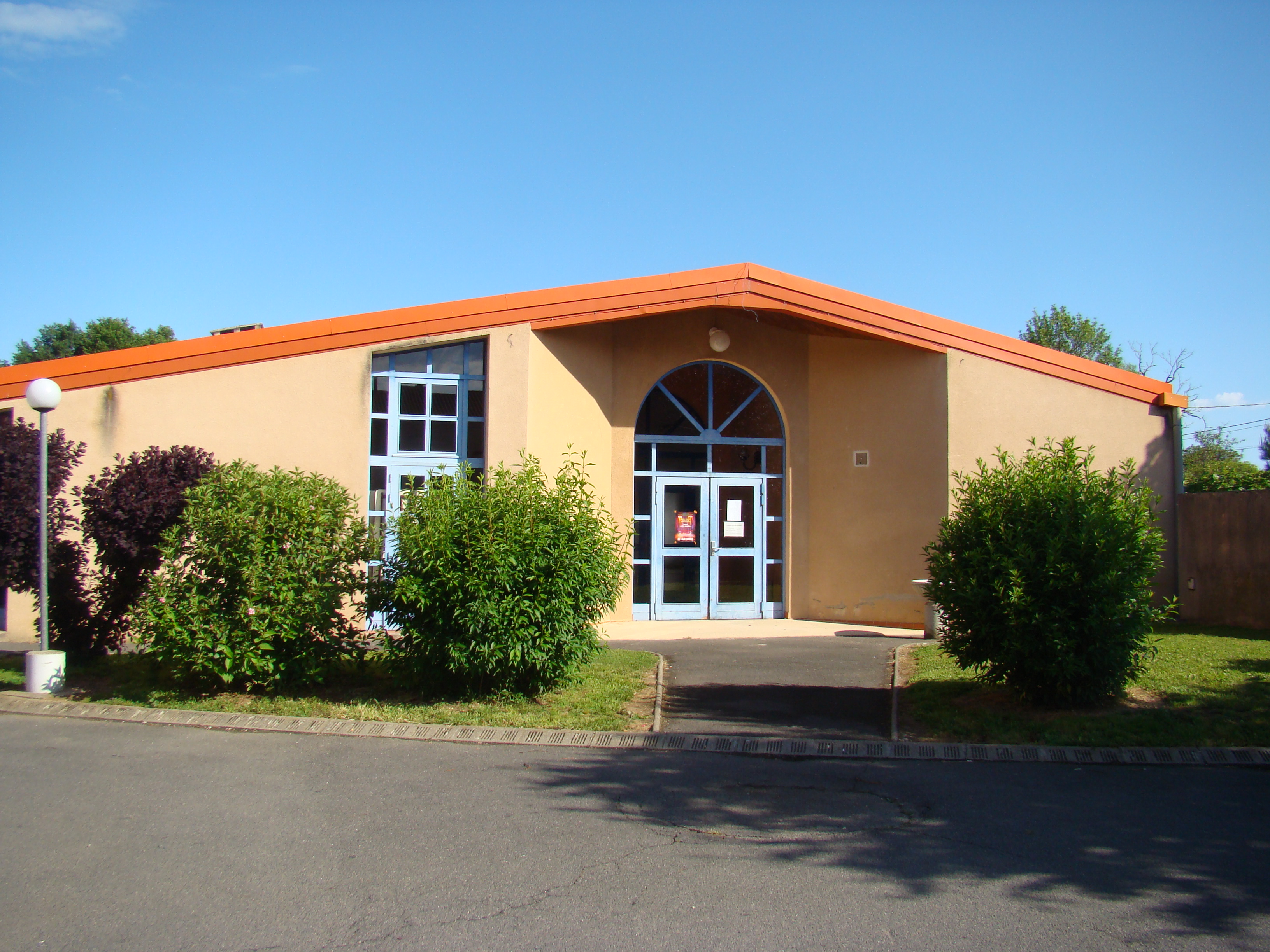
Salle des fêtes de Mirandol-Bourgnounac.

- Église Notre-Dame-de-l'Assomption de Mirandol-Bourgnounac[46] ;
- Église Sainte-Germaine de Dèzes, désaffectée[46] ;
- Église Sainte-Madeleine du Pont de Cirou[46] ;
- Église Sainte-Trinité de Cazouls[46] ;
- Église Saint-Michel du Carrelié[46] ;
- Ancien château de Mirandol ;
- Pont de Cirou ;
- Pont de la Calquière ;
- Fillature de laine (Le Pont-de-Cirou).

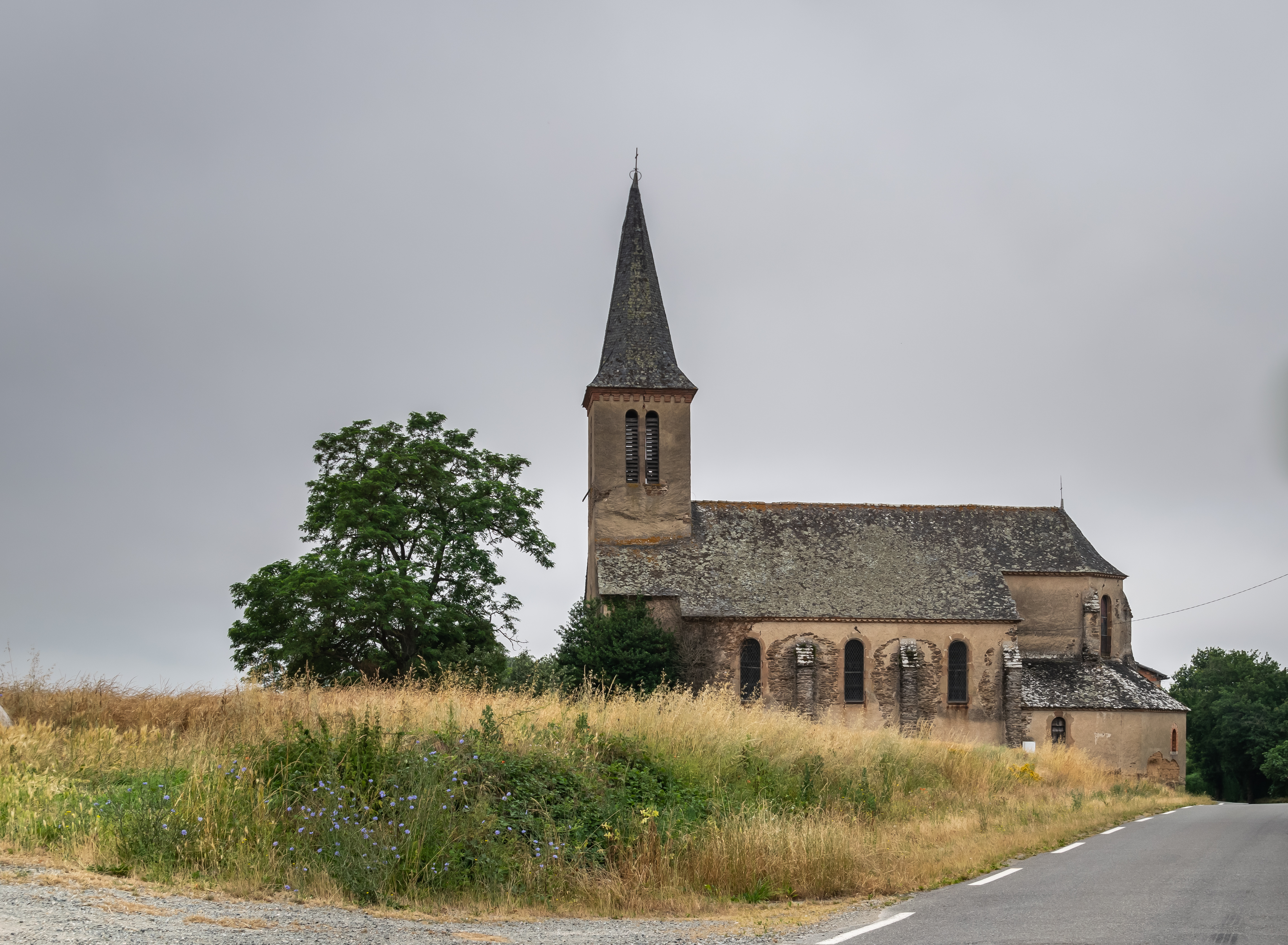
Église Sainte-Germaine de Dèzes
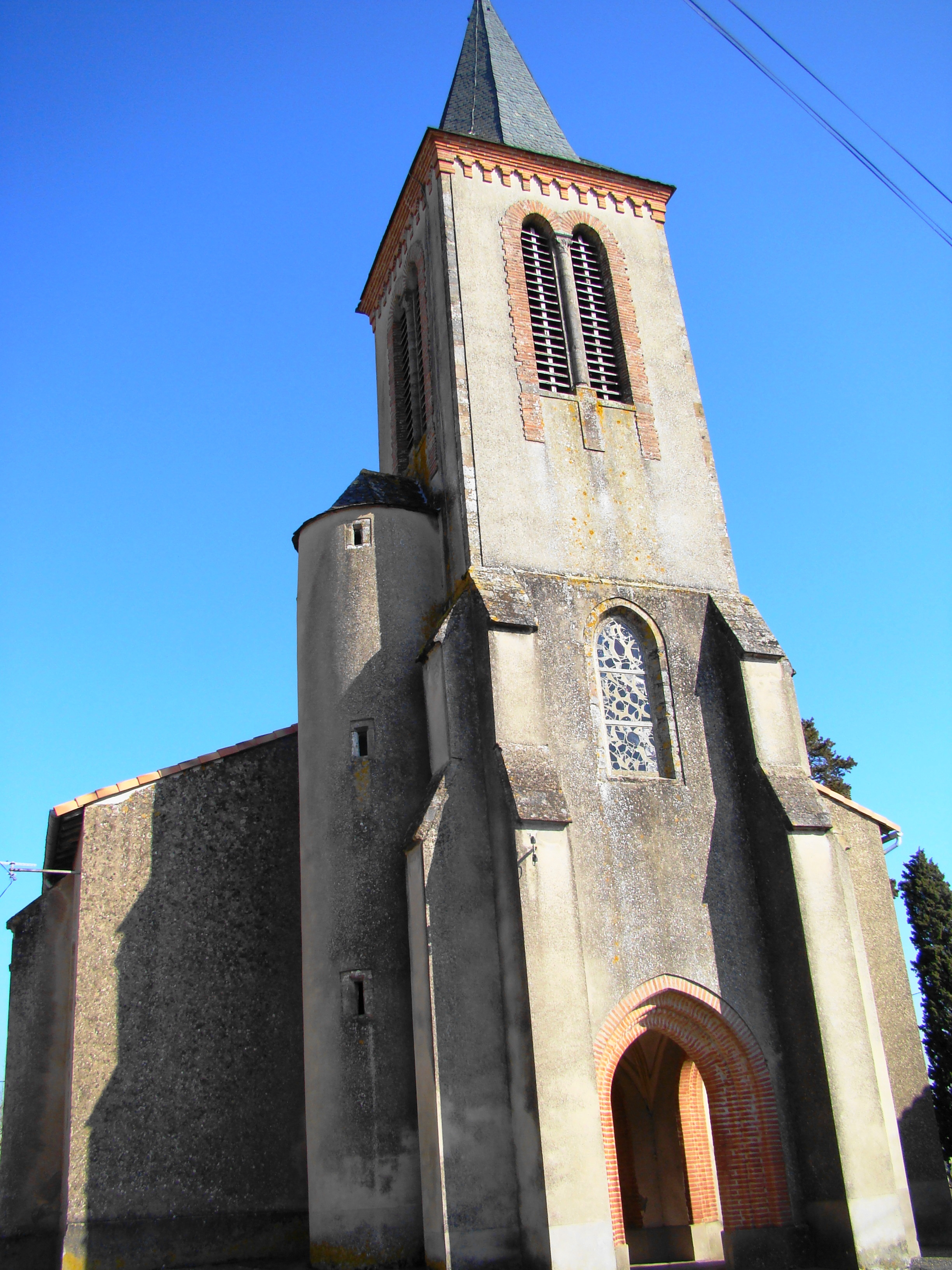
Église Notre-Dame-de-l'Assomption de Mirandol-Bourgnounac

## Personnalités
- Jean Louvet (président de Provence) (1370-1440), seigneur de Mirandol.
- Jean-Pierre Dintilhac.
- René Mauriès.
- Georges Mazars.
- Antoine Pélissié de Mirandole